# Physokermes piceae
Physokermes piceae är en insektsart som först beskrevs av Franz Paula von Schrank 1801.  Physokermes piceae ingår i släktet Physokermes och familjen skålsköldlöss. Arten har ej påträffats i Sverige. Inga underarter finns listade i Catalogue of Life.